# Поду-Гросулуй
Поду-Гросулуй (рум. Podu Grosului) — село у повіті Мехедінць в Румунії. Входить до складу комуни Биклеш.
Село розташоване на відстані 240 км на захід від Бухареста, 36 км на південний схід від Дробета-Турну-Северина, 61 км на захід від Крайови.

## Населення
За даними перепису населення 2002 року у селі проживали 293 особи, усі — румуни. Усі жителі села рідною мовою назвали румунську.